# Сергей Игнашевич
Сергей Николаевич Игнашевич е бивш руски футболист, играещ като защитник. 
Най-известен е като играч на ЦСКА Москва. Играл е на поста централен защитник. От 2002 г. до 2018 г. е национал на Русия, като е най-резултатният руски защитник. Рекордьор по участия за руския национален отбор със 127 мача, в които е вкарал 8 гола.

## Кариера
Игнашевич е юноша на Торпедо, където тренира от 1988 година. Първият му треньор е Александър Травников, а Виктор Шустиков го налага като централен полузащитник. Треньор на Сергей в школата е бил и Николай Савичев. След като не е взет в дублиращия отбор на Торпедо, Сергей преминава в Спартак и играе за младежкия тим в КФК вече като централен защитник. След това за кратко играе в аматьорския ФК Патриот.
През 1998 дебютира като професионалист в „Спартак“ Орехово-Зуево. След като изиграва 17 мача в първия полусезон, Игнашевич е поканен на проби в Криля Советов (Самара). Първият му мач във висшата дивизия е срещу Жемчужина (Сочи). Във втория си мач Сергей отбелязва първия си гол в професионалната кариера. Това става срещу Алания. На следващия сезон Игнашевич е вече основен защитник на „самарци“ и изиграва 25 мача. Също така е повикан в младежкия национален отбор.
През 2001 Сергей е закупен от московския „Локомотив“. Там взима фланелката с номер 5. През сезона изиграва 23 мача. Първия си гол за „железничарите“ вкарва в квалификациите за шампионската лига срещу Тирол. Защитникът влиза в 75-ата минута и се разписва от фаул от 35 метра. С „Локо“ той печели титлата на Русия през 2002 година, играеки важна роля в състава. В август същата година дебютира за националния отбор на Русия в мач с Швеция. През лятото на 2003 е пред трансфер в Евертън, но футболистът отказва. На 7 юни 2003 вкарва 2 гола на Швейцария в квалификация за Евро 2004.
В началото на 2004 преминава в ЦСКА Москва. На 12 март 2004 дебютира за армейците срещу ФК Москва. Месец по-късно получава травма на коляното и пропуска Евро 2004. В мач от шампионската лига с Глазгоу Рейнджърс Сергей за първи път извежда ЦСКА с капитанската лента. След напускането на Сергей Семак, Игнашевич взима лентата за постоянно. Той се превръща в неизменен титуляр за ЦСКА и Русия, най-често си партнира с Василий Березутски в центъра на защитата. След мачът с Фенербахче от шампионската лига Сергей престава да бъде капитан на „армейците“, а такъв става Игор Акинфеев.
Участва на Евро 2008, като помага на Русия да достигне 1/2 финал. На 1 август 2010 вкарва 20-ия си гол за ЦСКА в шампионата на Русия в дербито срещу Спартак от пряк свободен удар. През март 2011 вкарва 2 попадения на ФК Амкар Перм, с което става временен голмайстор на отбора. В октомври 2011 изиграва своят мач номер 70 за националния тим на Русия. През април 2012 получава контузия и отсъства до края на сезон 2011/12. Все пак той успява да се възстанови преди Евро 2012 и попада в разширения състав на „сборная“.
На 8 септември 2015 г. Игнашевич чупи рекорда на Виктор Онопко за най-много мачове с екипа на руския национален отбор. Сергей изиграва своя двубой номер 110 срещу Лихтенщайн, а Русия печели с резултат 7:0.
Участва във всички мачове на ЦСКА в сезон 2014/15, макар поради напредналата си футболна възраст да не разполага с висока скорост. В сезон 2015/16 помага на ЦСКА да завоюва шампионската титла. При Виктор Гончаренко Игнашевич се появява в игра на ротационен принцип, като е изместен от по-младия Виктор Васин. След тежката травма на Васин обаче ветеранът продължава да е основна част от ЦСКА. През май 2018 г. попада в разширения състав на руския национален отбор за Мондиал 2018, а впоследствие попада и сред 23-та избраници в състава. Играе във всички мачове на „Сборная“ на турнира, като помага на тима да достигне 1/4-финал. На 8 юли 2018 г. обявява края на кариерата си.

## Статистика
| Клуб                   | Сезон             | Шампионат | Шампионат | Кубпа  | Кубпа  | Суперкупа | Суперкупа | Евротурнири | Евротурнири | Общо   | Общо   |
| Клуб                   | Сезон             | Мачове    | Голове    | Мачове | Голове | Мачове    | Голове    | Мачове      | Голове      | Мачове | Голове |
| ---------------------- | ----------------- | --------- | --------- | ------ | ------ | --------- | --------- | ----------- | ----------- | ------ | ------ |
| Спартак-Орехово        | 1999              | 17        | 0         | 1      | 0      | 0         | 0         | 0           | 0           | 18     | 0      |
| Спартак-Орехово        | Общо              | 17        | 0         | 1      | 0      | 0         | 0         | 0           | 0           | 18     | 0      |
| Криля Советов (Самара) | 1999              | 6         | 1         | 1      | 0      | 0         | 0         | 0           | 0           | 7      | 1      |
| Криля Советов (Самара) | 2000              | 25        | 1         | 2      | 0      | 0         | 0         | 0           | 0           | 27     | 1      |
| Криля Советов (Самара) | Общо              | 31        | 2         | 3      | 0      | 0         | 0         | 0           | 0           | 34     | 2      |
| Локомотив (Москва)     | 2001              | 23        | 0         | 2      | 0      | 0         | 0         | 10          | 1           | 35     | 1      |
| Локомотив (Москва)     | 2002              | 29        | 1         | 0      | 0      | 0         | 0         | 10          | 2           | 39     | 3      |
| Локомотив (Москва)     | 2003              | 25        | 3         | 2      | 0      | 1         | 0         | 12          | 2           | 40     | 5      |
| Локомотив (Москва)     | Общо              | 77        | 4         | 4      | 0      | 1         | 0         | 32          | 5           | 114    | 9      |
| ПФК ЦСКА (Москва)      | 2004              | 22        | 1         | 2      | 0      | 1         | 0         | 7           | 0           | 32     | 1      |
| ПФК ЦСКА (Москва)      | 2005              | 22        | 5         | 6      | 0      | 0         | 0         | 16          | 2           | 44     | 7      |
| ПФК ЦСКА (Москва)      | 2006              | 26        | 2         | 6      | 1      | 1         | 0         | 6           | 0           | 39     | 3      |
| ПФК ЦСКА (Москва)      | 2007              | 26        | 3         | 5      | 0      | 1         | 1         | 7           | 0           | 39     | 4      |
| ПФК ЦСКА (Москва)      | 2008              | 28        | 4         | 2      | 1      | 0         | 0         | 6           | 0           | 36     | 5      |
| ПФК ЦСКА (Москва)      | 2009              | 29        | 3         | 4      | 0      | 1         | 0         | 9           | 0           | 43     | 3      |
| ПФК ЦСКА (Москва)      | 2010              | 28        | 2         | 1      | 0      | 1         | 0         | 10          | 1           | 40     | 3      |
| ПФК ЦСКА (Москва)      | 2011/12           | 38        | 5         | 4      | 2      | 1         | 0         | 12          | 1           | 55     | 8      |
| ПФК ЦСКА (Москва)      | 2012/13           | 28        | 0         | 3      | 0      | 0         | 0         | 2           | 0           | 33     | 0      |
| ПФК ЦСКА (Москва)      | 2013/14           | 30        | 2         | 1      | 0      | 1         | 1         | 6           | 0           | 38     | 3      |
| ПФК ЦСКА (Москва)      | 2014/15           | 30        | 0         | 2      | 0      | 1         | 0         | 6           | 0           | 39     | 0      |
| ПФК ЦСКА (Москва)      | 2015/16           | 25        | 3         | 3      | 0      | 0         | 0         | 10          | 1           | 38     | 4      |
| ПФК ЦСКА (Москва)      | 2016/17           | 24        | 4         | 0      | 0      | 1         | 0         | 4           | 0           | 29     | 4      |
| ПФК ЦСКА (Москва)      | 2017/18           | 25        | 1         | 0      | 0      | 0         | 0         | 11          | 0           | 36     | 1      |
| ПФК ЦСКА (Москва)      | Общо              | 381       | 35        | 39     | 4      | 9         | 2         | 112         | 5           | 541    | 46     |
| За цялата кариера      | За цялата кариера | 506       | 41        | 47     | 4      | 10        | 2         | 144         | 10          | 707    | 57     |